# Exloërveen

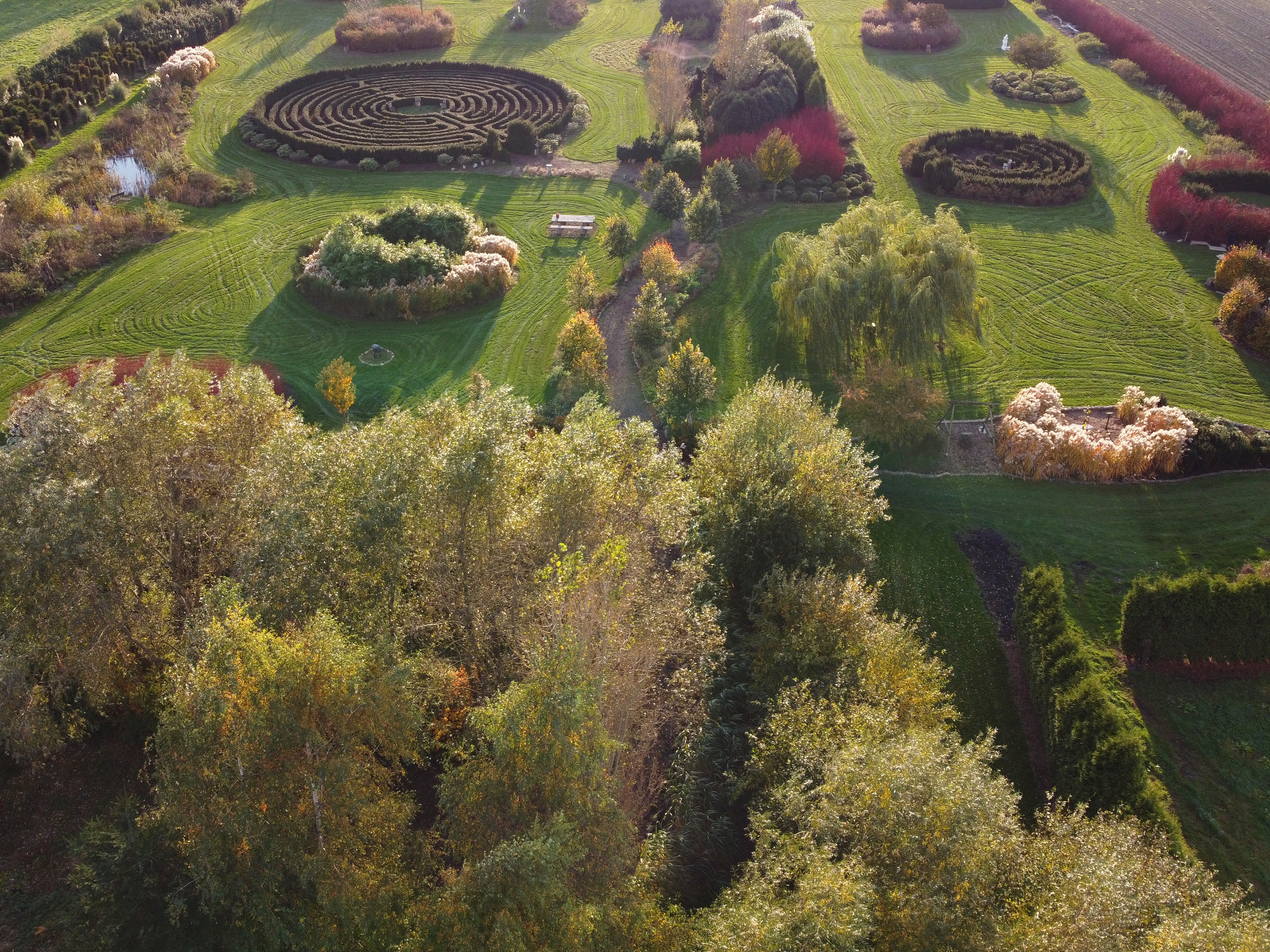

Exloërveen is een buurtschap in de Nederlandse gemeente Borger-Odoorn, provincie Drenthe. Onder de buurtschap Exloërveen valt voor de postadressen ook de nabijgelegen buurtschap Boermastreek. Exloërveen heeft ongeveer 90 inwoners, waarvan ca. 60 in Exloërveen (25 huizen) en ca. 40 in Boermastreek.

## Ligging
Oost-Drenthe, ongeveer vijftien kilometer ten westen van de Duitse grens en ongeveer tien kilometer ten zuidwesten van de grens met de provincie Groningen. 

## Historie
Exloërveen is van oorsprong een 'randveen-ontginningsdorp' uit de 17e eeuw, dat zich ontwikkelde tot het huidige wegdorp.
Er werd al eerder gewoond dan in de veendorpen 1e Exloërmond en 2e Exloërmond. In 1849 telde Exloërveen 126 inwoners. Dit aantal groeide daarna aan het begin van de negentiende eeuw sterk onder invloed van de veenontginning/productie, en nam aan het einde van dezelfde eeuw af toen deze veenontginning weer afnam.

## Bekendheid en omgeving
Op enkele kilometers afstand van deze buurtschap ligt een deel van het Europese LOFAR-project. Het bestaat uit een groot antenneveld (Low Frequency Array) waarmee de ruimte onderzocht wordt, en ligt op kleine terpen ingebed in het vogelrijk moeras- en graslandengebied het Hunzedal.
Drenthe: Steden en dorpen      Nederland: Provincies · Gemeenten